# Ізяслав (ім'я)
Ізяслав (Заслав) — чоловіче слов'янське двухосновне ім'я, від «ізяті» (взяти) і «слава»; на Русі відомо в основному як княже ім'я, фамільне в роду Рюриковичів у XI—XIII ст.
Аналогічне жіноче ім'я — Ізяслава.

## Відповідності
У інших народів імені Ізяслав відповідають імена:
- д.-рус. Изѧславъ, Ізѧславъ, Їзѧславъ
- пол. Izjasław, Izasław
- біл. Ізяслаў
- рос. Изяслав

## Персоналії
- Ізяслав Володимирович
- Ізяслав Ярославич
- Ізяслав Мстиславич
- Ізяслав Давидович
- Ізяслав (Карга)